# Associazione Sportiva Viterbo Calcio 2004-2005
Questa pagina raccoglie le informazioni riguardanti l'Associazione Sportiva Viterbo Calcio nelle competizioni ufficiali della stagione 2004-2005.

## Rosa
| N. |                    | Ruolo | Calciatore                  |
| -- | ------------------ | ----- | --------------------------- |
|    | Brasile (bandiera) | C     | Alemão                      |
|    | Brasile (bandiera) | D     | Santos de Carvalho Anderson |
|    | Italia (bandiera)  | D     | Alessandro Armenise         |
|    | Brasile (bandiera) | C     | Alfredo Novaes Branco       |
|    | Italia (bandiera)  | P     | Gioacchino Cavaliere        |
|    | Italia (bandiera)  | C     | Giovanni Cipolla            |
|    | Italia (bandiera)  | C     | Massimo Del Degan           |
|    | Italia (bandiera)  | D     | Alessandro D'Eletto         |
|    | Italia (bandiera)  | C     | Davide Faieta               |
|    | Italia (bandiera)  | C     | Luca Falso                  |
|    | Italia (bandiera)  | C     | Andrea Filosi               |
|    | Italia (bandiera)  | P     | Patrizio Fimiani            |
|    | Italia (bandiera)  | A     | Roberto Franzoni            |
|    | Italia (bandiera)  | C     | Tommaso Gamboni             |
|    | Italia (bandiera)  | D     | Filippo Gattari             |
|    | Italia (bandiera)  | C     | Massimiliano Iezzi          |

| N. |                      | Ruolo | Calciatore            |
| -- | -------------------- | ----- | --------------------- |
|    | Italia (bandiera)    | A     | Gabriele Martoni      |
|    | Italia (bandiera)    | D     | Leonardo Mencio       |
|    | Italia (bandiera)    | D     | Luca Moreo            |
|    | Italia (bandiera)    | D     | Giordano Paganotto    |
|    | Italia (bandiera)    | C     | Francesco Paonessa    |
|    | Italia (bandiera)    | A     | Marco Perrone         |
|    | Italia (bandiera)    | C     | Giampietro Perrulli   |
|    | Italia (bandiera)    | A     | Enrico Polani         |
|    | Italia (bandiera)    | P     | Maurizio Ricci        |
|    | Italia (bandiera)    | D     | Massimo Savio         |
|    | Italia (bandiera)    | C     | Nicola Silvestri      |
|    | Argentina (bandiera) | A     | Andres Taberna        |
|    | Italia (bandiera)    | D     | Davide Tentoni        |
|    | Italia (bandiera)    | C     | Domenico Tursi        |
|    | Italia (bandiera)    | D     | Roberto Vecchio       |
|    | Italia (bandiera)    | C     | Massimiliano Zazzetta |